# Ed Templeton
Ed Templeton   (Garden Grove, 28 de juliol de 1972) és un patinador de monopatí i fotògraf estatunidenc establert a Huntington Beach. És també el fundador de l'empresa dedicada al món del monopatí Toy Machine. Templeton va ser inclòs a l'Skateboard Hall of Fame el 2016.

## Trajectòria
Templeton va néixer a Garden Grove però la seva família va viure a diversos llocs del sud de Califòrnia abans de traslladar-se a Huntington Beach. Va començar a patinar el 1985 amb el seu amic Jason Lee Templeton es va casar amb Deanna Templeton el 1991. Tots dos es van convertir en vegetarians el 1990 i vegans el 1991. Templeton ha evitat l'alcohol durant la major part de la seva vida i no fuma ni consumeix cap droga recreativa. Es va convertir en un skater professional un mes abans de graduar-se a l'escola secundària fitxant per New Deal Skateboards el 1990. Va deixar New Deal el 1992 per a iniciar dues empreses de curta durada, TV i Television (ambdues amb l'skater professional Mike Vallely).

### Toy Machine
Amb la desaparició de TV i Television, Templeton va fundar Toy Machine l'any 1994, després que l'empresari Tod Swank acceptés de donar suport al projecte. A partir de gener de 2013 Toy Machine ha publicat una desena de vídeos i patrocina un equip d'onze skaters inclòs Leo Romero, el Patinador de l'any 2010 segons la revista Thrasher.
Templeton va ser patrocinat per l'empresa de calçat Emerica, una marca de Sole Technology, també responsable de les marques Etnies i éS. El novembre de 2012, va patir una lesió a la cama mentre participava en una esdeveniment d'Emerica. Va aprofitar el temps per a preparar una exposició fotogràfica, més endavant titulada «Memory Foam», que es va inaugurar el gener de 2013.
Templeton va identificar els cinc skaters següents com les seves cinc influències principals: Mark Gonzales, Rodney Mullen, Tony Hawk, Tony Alva i Heath Kirchart. Templeton va ser considerat per la revista Transworld Skateboarding com el vintè patinador més influent de tots els temps.

## Artista contemporani
Fora de l'skateboarding, Templeton és un pintor, dissenyador gràfic i fotògraf autodidacte. Els models de monopatí de Templeton per a New Deal Skateboards els va dissenyar ell mateix i, posteriorment, es va convertir en el dissenyador principal de les seves pròpies marques. Templeton produeix tota l'obra d'art per a l'empresa de monopatí Toy Machine que, des de gener de 2013, és el seu projecte principal. També és coeditor d'ANP Quarterly, una revista artística que va començar el 2005.
En una entrevista de 2013 a The Huffington Post, va aclarir que la seva primera exposició d'art va ser l'any 1993. En el mateix article, es va desmarcar de la representació «sana» de Tony Hawk i les «botigues de roba esportiva», en canvi, Templeton s'associa amb «adolescents inadaptats».
L'any 2000, el seu llibre de fotografia, Teenage Smokers, va guanyar el concurs Italian Search For Art i Templeton va rebre 50.000 dòlars. Tant el 2001 com el 2011, la seva obra d'art va ser presentada a la revista Juxtapoz i, el 2002, l'exposició d'art «The Essential Disturbance» es va celebrar al Palais de Tokyo de París, acompanyada d'un llibre de 100 pàgines, The Golden Age of Neglect.
El treball i la carrera de Templeton són temes de la pel·lícula Beautiful Losers (2008). El 2008, va publicar Deformer, la culminació d'onze anys de preparació i investigació en què explora la «incubadora dels afores suburbans», el comtat d'Orange. També es va produir i estrenar una pel·lícula documental, titulada Deformer, amb Templeton i el treball de direcció de Mike Mills, amb qui ja havia treballat a Beautiful Losers.
A principis de 2011 va publicar un llibre amb una col·lecció de fotografies, titulat Teenage Kissers. Templeton va explicar en una entrevista d'abril de 2013 que la càmera Leica M6 (amb 50 mm) és la càmera principal que utilitza per al seu treball fotogràfic, però que també li agrada utilitzar la Fuji GF670. Va afirmar que la pel·lícula és el seu mitjà fotogràfic preferit i que només utilitza fotografia digital per a les imatges d'Instagram.

## Llibres de fotografia
- Teenage Smokers. New York: Alleged, 2000.
- Situation Comedy.: Sittard: Museum Het Domein, 2001.
- The Golden Age of Neglect. Rome: Drago, 2002. ISBN 978-8888493022
- The Contagion of Suggestibility.: P.A. M Books, 2005.
- Empty Plastic Echoes. Antwerp: Tim Van Laere Gallery, 2006.
- Nobody Living can Ever Make me Turn Back. Gold Thread/Emerica, 2007
- Deformer. New York: Alleged; Bologna: Damiani, 2008. ISBN 978-8862080507.
- Coming to Grips."" Tokyo: Super Labo, 2009. ASIN B004Q5SDWM
- The Seconds Pass. New York: Seems, 2010. ISBN 978-0982593615
- Forays into Non-Celluloid Instant Gratification. Marseille: Média Immédiat Publishing, 2011.
- Litmus Test. Tokyo: Super Labo, 2010. ISBN 978-4905052104.
- The Cemetery of Reason. Ghent: S.M.A.K., 2010. ISBN 978-9075679342
- Teenage Kissers. New York: Seems, 2011. ISBN 978-0982593677.
- Wayward Cognitions. Davenport:Um Yeah Arts, 2014. ISBN 978-0985361129
- Teenage Smokers 2. Tokyo: Super Labo, 2015. ISBN 978-4905052906
- Adventures in the Nearby Far Away. Paris: Editions Bessard, 2015. ISBN 979-1091406406
- Contemporary Suburbium. Portland: Nazraeli Press, 2017. ISBN 978-1590054789. Amb Deanna Templeton.
- Memories of the salt charged whiffs... Portland: Nazraeli Press, 2017. ISBN 978-1590054581.
- Hairdos of Defiance. Los Angeles: Deadbeat, 2018. ISBN 978-0999829806.
- Tangentially Parenthetical. Davenport: Um Yeah Arts, 2018. ISBN 978-1942884323
- Loose Shingles: B Side Box Set. Oakland: B Side Box Sets, 2018.
- City Confessions #1 Tokyo. Tokyo: Super Labo, 2019. ISBN 978-4908512803